# هیلو: مجموعه مستر چیف
هِیلو: مجموعه مستر چیف (به انگلیسی: Halo: The Master Chief Collection) یک مجموعه بازی ویدئویی تلفیقی به سبک تیراندازی اول شخص از مجموعه بازی‌های هیلو است، که توسط ۳۴۳ اینداستریز توسعه یافته و به‌وسیلهٔ ایکس‌باکس گیم استودیوز در ۱۱ نوامبر ۲۰۱۴ برای کنسول ایکس‌باکس وان، و ۳ دسامبر ۲۰۱۹ برای مایکروسافت ویندوز منتشر شده است. نسخه‌ای بهبود یافته از این عنوان نیز در ۱۷ نوامبر ۲۰۲۰، برای کنسول اکس‌باکس سری ایکس/اس منتشر شد. این مجموعه شامل نسخه‌های هیلو: سالگرد نبرد تکامل‌یافته، هیلو ۲، هیلو ۳، هیلو ۳: اودی‌اس‌تی و هیلو ۴ همراه با حالت چندنفره، بیش از ۱۰۰ نقشه و بیشترین محتوای اضافه شده به بازی می‌باشد. همهٔ بازی‌ها با ارتقاء گرافیکی منتشر شده‌اند، اما همان داستان اصلی و روند بازی را در پیش دارند و همچنین مجموعه دارای بخش چندنفره نسخه آزمایشی هیلو ۵: نگهبانان می‌باشد.